# ميك براون (كاتب)
ميك براون (بالإنجليزية: Mick Brown)‏ هو كاتب بريطاني، ولد في 1946 في برمنغهام في المملكة المتحدة.